# British Empire Games 1950
Die British Empire Games 1950 waren die vierte Ausgabe jener Veranstaltung, die heute unter dem Namen Commonwealth Games bekannt ist.  Sie fanden vom 4. bis 11. Februar 1950 in der neuseeländischen Stadt Auckland statt. Nach den Olympischen Spielen 1948 in London war dies das zweite internationale Großereignis, das die Vitalität des Empires demonstrierte.
Ausgetragen wurden 88 Wettbewerbe in den Sportarten Bowls, Boxen, Fechten, Gewichtheben, Leichtathletik, Radfahren, Ringen, Rudern und Schwimmen (inkl. Wasserspringen). Es nahmen 590 Sportler aus zwölf Ländern teil. Hauptwettkampfort war der Eden Park.

## Teilnehmende Länder

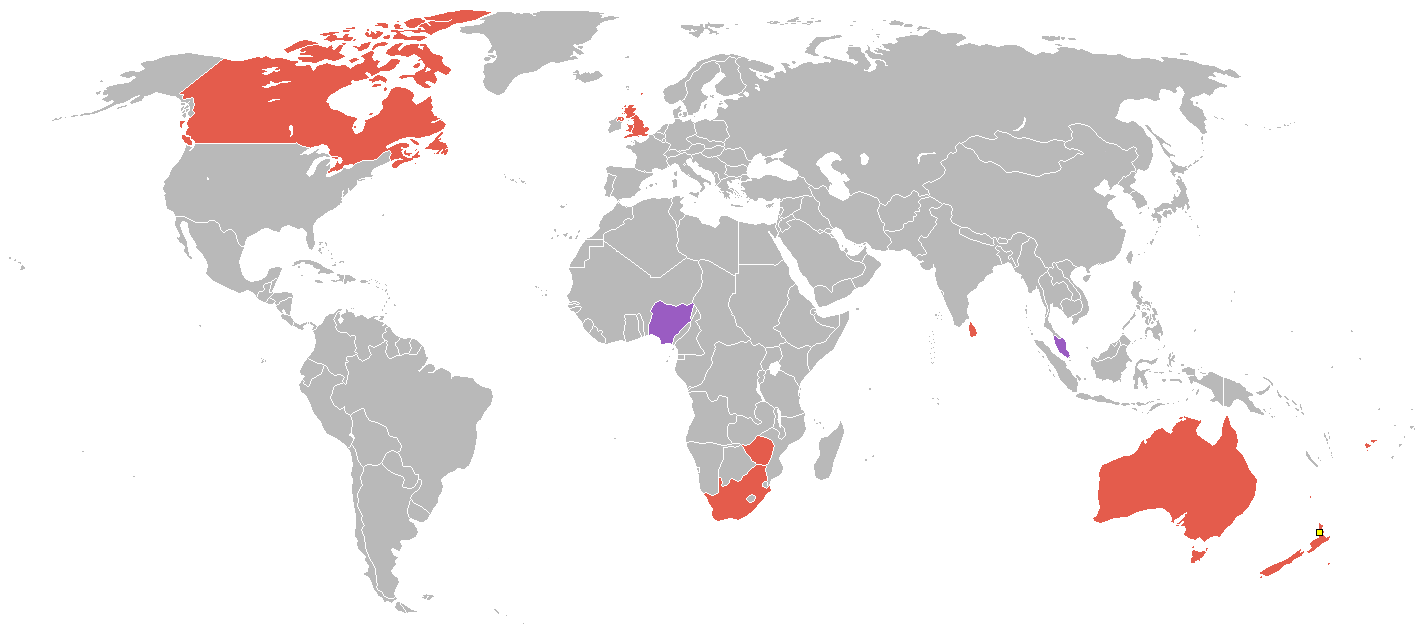
Teilnehmende Länder (violett: erstmalige Teilnahme)

- Australien
- Ceylon
- England
- Fidschi
- Kanada
- Föderation Malaya
- Neuseeland
- Nigeria
- Schottland
- Südafrikanische Union
- Südrhodesien
- Wales

## Ergebnisse
- Bowls
- Boxen
- Fechten
- Gewichtheben
- Leichtathletik
- Radsport
- Ringen
- Rudern
- Schwimmen
- Wasserspringen

## Medaillenspiegel
| Platz | Land                  | Gold | Silber | Bronze | Gesamt |
| ----- | --------------------- | ---- | ------ | ------ | ------ |
| 1     | Australien            | 34   | 27     | 19     | 80     |
| 2     | England               | 19   | 16     | 13     | 48     |
| 3     | Neuseeland            | 10   | 22     | 22     | 54     |
| 4     | Kanada                | 8    | 9      | 13     | 30     |
| 5     | Südafrikanische Union | 8    | 4      | 8      | 20     |
| 6     | Schottland            | 5    | 3      | 2      | 10     |
| 7     | Föderation Malaya     | 2    | 1      | 1      | 4      |
| 8     | Fidschi               | 1    | 2      | 2      | 5      |
| 9     | Ceylon                | 1    | 2      | -      | 3      |
| 10    | Nigeria               | -    | 1      | -      | 1      |
| 10    | Südrhodesien          | -    | 1      | -      | 1      |
| 10    | Wales                 | -    | 1      | -      | 1      |